# شرط می‌بندم اهل یک شهر کوچک هستید
شرط می‌بندم اهل یک شهر کوچک هستید اولین آلبوم استودیویی خواننده آمریکایی سبک موسیقی کانتری جیمسون راجرز است، که در ۱۷ سپتامبر ۲۰۲۱ از طریق کلمبیا نشویل منتشر شد. این آلبوم شامل تک‌آهنگ‌های شماره یک «چند دختر» و «آبجوی سرد اسم منو صدا می‌زنه» است که در دومین تک‌آهنگ با لوک کومز همکاری کرده است.

## محتوا
مضامین و محتوای ترانه‌های آلبوم دربارهٔ موضوعاتی چون عشق، از دست دادن، شهرهای کوچک و نوشیدن آبجو است.